# Ciseureuh (Regol)
Ciseureuh is een bestuurslaag in het regentschap Kota Bandung van de provincie West-Java, Indonesië. Ciseureuh telt 14.856 inwoners (volkstelling 2010).